# Laze (gmina Brežice)
Laze – wieś w Słowenii, w gminie Brežice. W 2018 roku liczyła 46 mieszkańców.